# Ernst Glerum

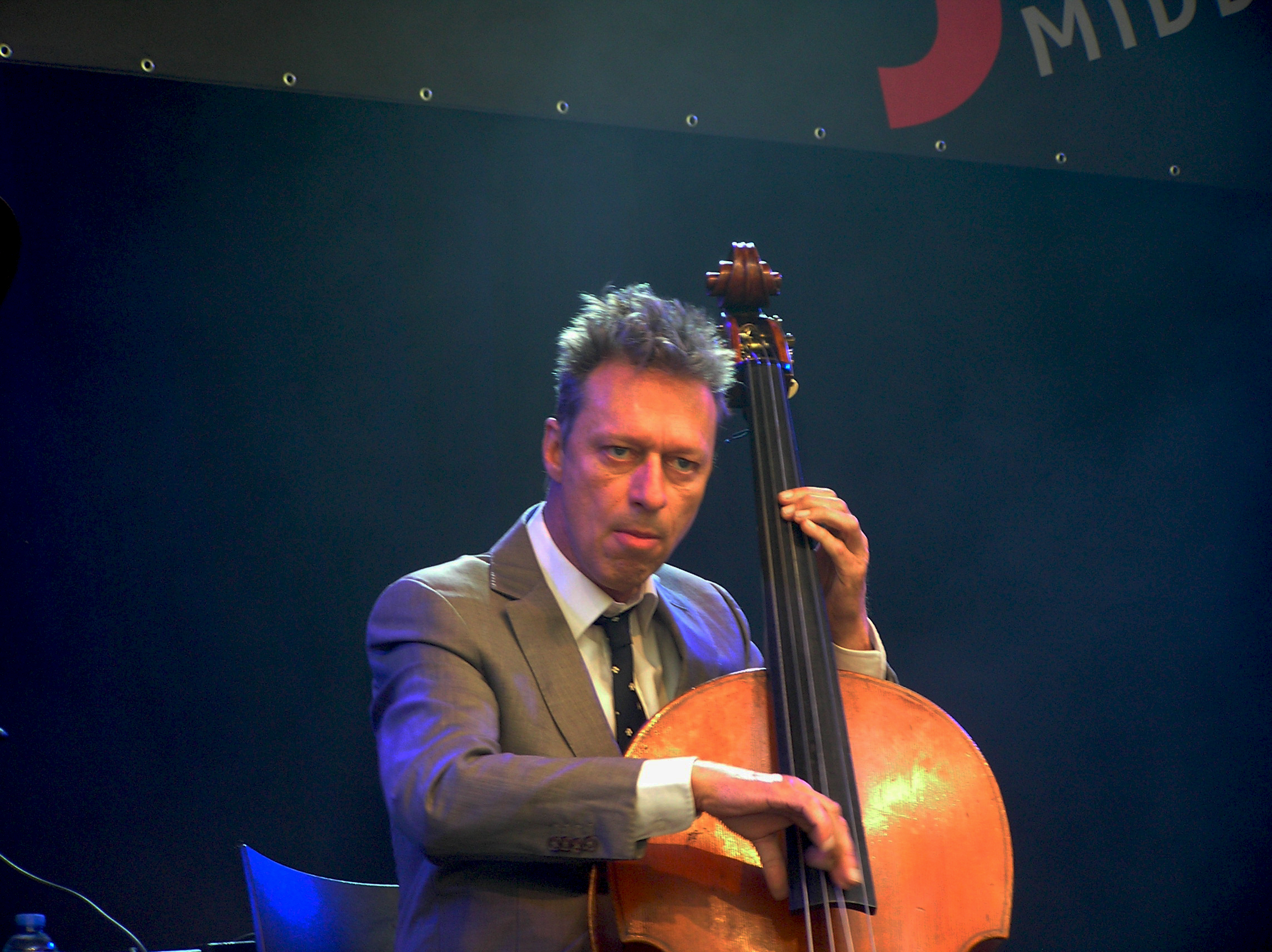
Ernst Glerum, 2013

Ernst Glerum (* 20. April 1955 in Deventer) ist ein niederländischer Jazzkontrabassist.

## Leben und Wirken
Glerum studierte Kontrabass am Sweelinck Conservatorium in Amsterdam. Bereits während seines Studiums spielte er im Asko Ensemble, einem Kammerorchester für zeitgenössische Musik, und arbeitete mit Jazzmusikern wie Curtis Clark, Hans Dulfer, J. C. Tans und Theo Loevendie zusammen.
Mit Maurice Horsthuis und Ernst Reijseger gründete er 1984 das Amsterdam String Trio, das dann auch die Streichersektion des wieder belebten Instant Composers Pool Orchestra darstellte. Als Mitglied beider Ensembles nahm er an internationalen Tourneen teil und wirkte an Musikalben mit. Daneben war er Mitglied des Guus Janssen Trio, des Michiel Scheen Quartet, des Trio Continuo, des Trios Bennink/Borstlap/Glerum und der Gruppe Available Jelly (Bilbao Song, 2005). In der Gruppe Glerum Omnibus (mit Clemens van der Feen und Owen Hart) spielt er Klavier.
Als Sideman arbeitete Glerum u. a. mit Steve Lacy, Lee Konitz, Uri Caine, Teddy Edwards, Bennie Maupin, Jimmy Knepper, Jamaaladeen Tacuma, John Zorn, Bud Shank, Art Hodes, Tristan Honsinger, Ronald Snijders und Don Byron. 2004 gründete er das Plattenlabel Favorite. Er unterrichtet Kontrabass am Konservatorium Amsterdam.

## Diskographie

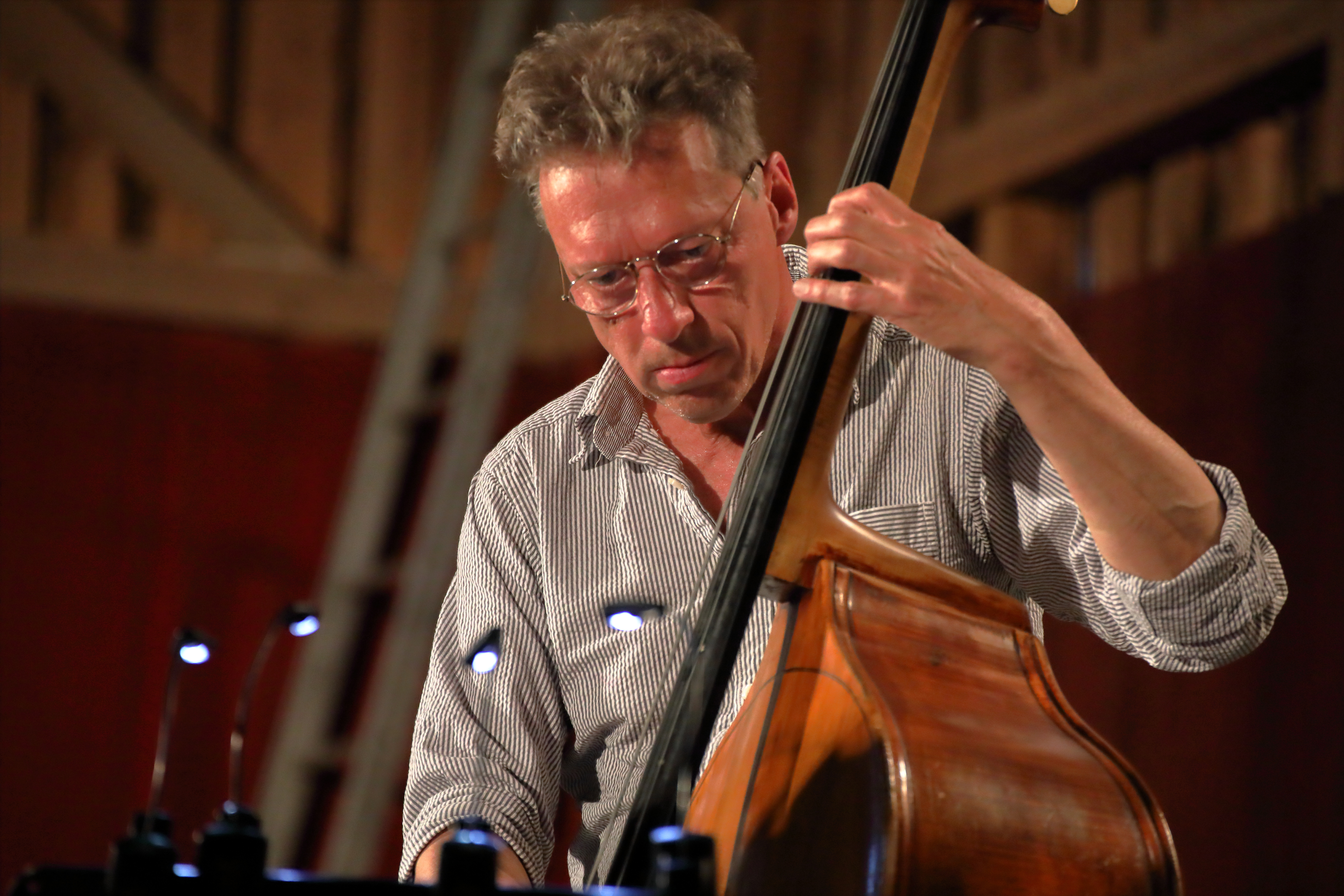
INNtöne Jazzfestival 2019

- Amsterdam String Trio: Dodekakania, 1986

- Amsterdam String Trio: Wild West, 1989
- Janssen/Glerum/Janssen: Lighter, 1995
- Borstlap/Bennink/Glerum: 3, 1997
- Ernst Glerum: Elbow Room, 1997
- Janssen/Glerum/Janssen: Zwik, 1997
- Amsterdam String Trio: Winter Theme, 2000
- Amsterdam String Trio: Lente in de werkplaats, 2001
- D’Agaro/Bennink/Glerum: Strandjutters, 2003
- Glerum Omnibus: Omnibus One, 2004
- Bennink/Clark/Glerum: Home Safely, 2004
- Bennink/Borstlap/Glerum: BBG, 2005
- Glerum Ex Machina, 2006
- Glerum Omnibus: Omnibus Two, 2007

### Als Sideman
- J. C.Tans: Bust Out, 1983
- J. C.Tans: A Rocket Symphony, 1984
- Curtis Clark: Amsterdam Sunshine, 1984
- Curtis Clark: Letter to South Africa, 1986
- J. C.Tans: Of The Tadpoles, 1987
- Curtis Clark: Live at the Bimhuis, 1988
- Sean Bergin: Kid’s Mysteries, 1988
- Instant Composers Pool: Bospaadje Konijnehol 1, 1990
- Instant Composers Pool: Bospaadje Konijnehol 2, 1990
- Paul Termos: Shakes & Sounds, 1990
- Paul Termos: Dance Of The Principles, 1992
- Sean Bergin: Live at the Bimhuis, 1992
- D’Agaro/Delius: Byas a Drink, 1993
- Janssen: Noach, 1994
- D’Agaro: Lingua Franca, 1998
- Sean Bergin: Copy Cat, 1999
- Borstlap: Body Acoustic, 1999
- Instant Composers Pool: Jubilee Varia, 1999
- Instant Composers Pool: Oh my dog, 2001
- J. C.Tans: 1983–1989, 2001
- Sean Bergin: Mob Mobiel, 2003
- Guus Janssen: Hollywood O.K. Pieces, 2004
- Instant Composers Pool: Aan & Uit, 2004
- Michiel Scheen Quartet: Dance, my dear?, 2004
- Janssen: Hollywood O.K., 2004
- Benjamin Herman: The Itch, 2005
- Jazz Bar 2005, 2005
- Robert Rook: Dangerous Cats, 2005
- ICP Orchestra: Weer Is Een Dag Voorbij, 2006
- Available Jelly: Bilbao Song, 2006
- Dutch Basses 2006, 2006
- John Dikeman & Ernst Glerum: Spirituals (2018)